# DOHC

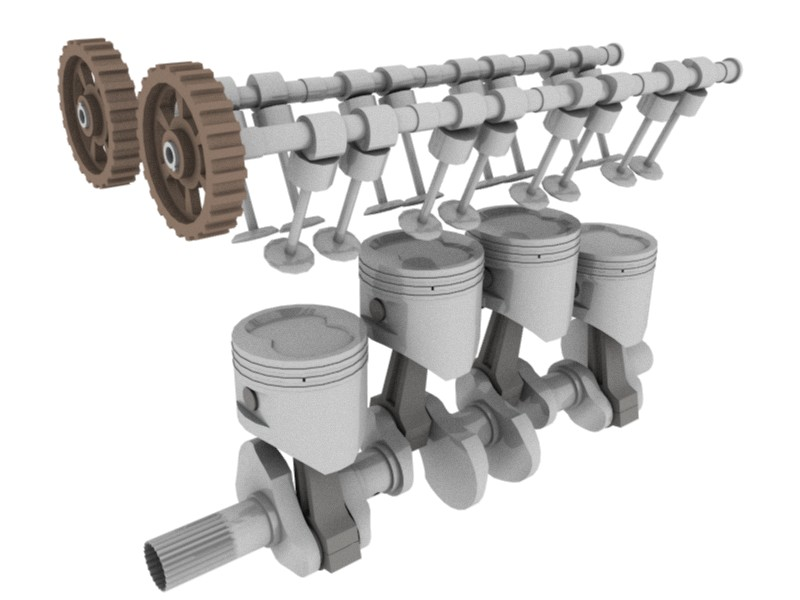
Esquema DOHC ilustrando as 4 válvulas por cilindros.

DOHC (em língua inglesa Double Overhead Camshaft) ou Duplo Comando de Válvulas no Cabeçote (no Brasil), ou Dupla Árvore de Cames à Cabeça (em Portugal), é, em engenharia mecânica, um motor de explosão de quatro tempos que usa dois comandos de válvulas para controlar a abertura e fechamento das válvulas de admissão e de escape.

## Descrição
Este tipo de comando é utilizado em motociclos, carros e qualquer outro motor com explosão interna. DOHC pode ser adotado com 4, ou 2 válvulas por cilindro (Alfa Romeo 2000, 2150 e 2300 nacionais e do Tempra).

## Utilização
O sistema DOHC é utilizado na maioria dos automóveis, uma vez que permite extrair até de um motor pequeno uma potência razoável. Nas motos, sobretudo as de estrada (não desportivas), não se usa em demasia essa tecnologia do duplo comando de válvulas, uma vez que elas não necessitam de muita potência, pois são feitas para circular a baixas velocidades estabilizadas. Motos ligeiramente desportivas que fazem uso dessa tecnologia.

## Vantagens e Desvantagens
Tanto a distribuição DOHC como SOHC possuem as suas vantagens e desvantagens. Por exemplo, o motor DOHC (às vezes pode ser até mais de quatro válvulas por cilindro)ou seja, se gera mais torque* e potência* em altas rotações, o que pode trazer economia em estradas mas não tem nenhuma vantagem a baixas rotações; já o motor SOHC (com duas válvulas por cilindro), não tem muita potência em altas rotações mas tem um bom binário em baixas rotações sendo ligeiramente mais económico rodando em cidades.

## Customização
Pode-se otimizar a faixa de potência do motor alterando as árvores de cames, modificamos a abertura e temporização das válvulas de admissão e de escape, mudando assim o desempenho do motor em altas e baixas rotações de acordo com o estilo de condução. Mas, quando aumenta-se a potência em altas rotações, estamos a reduzi-la nas baixas e é preciso ter cuidado para não tirar a elasticidade do motor.
Por exemplo, um carro simples, um GOL 1.0 que é feito a pensar numa condução descontraída e tem seu torque máximo às 3.500 rpm, sendo um carro confortável de conduzir. Subindo o regime de binário máximo por exemplo para as 5.000 rpm, tem-se que estar a trabalhar constantemente com a caixa de velocidades para manter o carro em altas rotações o que seria muito desagradável para um carro do dia-a-dia.
Esses automóveis utilizam técnicas engenhosas de forma a obter a máxima potência e binário em todos os regimes do motor. O sistema VTEC da Honda é um bom exemplo de um destes sistemas. A Honda popularizou o sistema VTEC, tendo-o utilizado na maioria dos seus automóveis. Como exemplos, podem ser citados o Honda Civic Type-R, Honda Integra Type-R e Honda S2000. Todos estes automóveis possuem uma potência específica igual ou superior a 100 cv/litro, tratando-se de um excelente rendimento.
O motor DOHC tem mais potencia que um motor SOHC, mas somente em altas rotações, devido o fato de haver mais entradas e saídas para os gases. Uma analogia pode ser descrita da seguinte maneira. Imagine que o motor é um salão grande, com movimentação constante de pessoas a entrar e sair, como acontece em um motor, mas só que no motor, as pessoas são a gasolina e o ar. No salão onde há apenas 2 portas, uma de entrada e uma de saída, o processo é demorado e lento. Imagine agora que existem 4 portas, duas de entrada e duas de saída. A passagem fica mais livre. No motor passa-se o mesmo, um  DOHC possui 4 portas, duas de entrada e duas de saída e então a passagem de ar/gasolina fica mais livre.